# Syndicalisme policier en France
 (janvier 2018).
Le syndicalisme policier est l'activité du syndicalisme dans les institutions policières. Il a suscité historiquement des débats dans la plupart des sociétés.

## Histoire et organisation
Les premières formes de syndicalisme policier émergent à la fin du XIXe siècle, d'abord pour les commissaires. Ces groupements de policiers prennent d'abord la forme d'"amicales" ou d'"associations" et se transforment progressivement en syndicat, forme qui s’institutionnalise en 1924. A cette date se forme le Syndicat général (SGP), suivi par le Syndicat des commissaires (SCPN) l'année suivante. L'ensemble des organisations syndicales sont dissoutes en 1940, sur décision du gouvernement de l’État Français.
Dès 1944, la Fédération Nationale des Syndicats de Police de France et d'Outre-Mer (FNSPF) se reconstitue et hésite sur l'opportunité d'adhérer à la CGT. Cette Fédération regroupe alors l'essentiel des syndicats et associations de policiers, dont le SGP. Le droit syndical de la Police nationale est alors institutionnalisé, à l'exclusion notable du droit de grève. Après une très brève période d'adhésion à la CGT (de juin 1946 à octobre 1946), la FNSPF opte finalement pour l'autonomie. Cette stratégie entraine des scissions et réorganisations des syndicats membres, qui se stabilisent à partir de 1948 autour de trois principaux syndicats : le SGP, syndicat des policiers parisiens ; le Syndicat National des Policiers en Tenue (SNPT) ; et le Syndicat National Indépendant de la Police (SNIP), syndicat des CRS. Les confédérations CGT, Force Ouvrière et CFTC disposent chacune d'une section "Police", mais les effectifs restent modestes.
En juin 1969, la Fédération autonome des syndicats de police (FASP) est créée et regroupe alors le SNIP, le SNPT et le SGP. Les années 1980 marquent une période particulièrement faste pour la FASP, qui bénéficie d'une écoute sans précédent de la part du pouvoir socialiste. De 1978 à 1992, la FASP dispose de la majorité absolue aux élections professionnelles et affirme sa position hégémonique.
|      | 1978 | 1982 | 1985 | 1989 |
| ---- | ---- | ---- | ---- | ---- |
| FASP | 67%  | 57%  | 53%  | 52%  |

Cette majorité est d'autant plus solide que le taux d'adhésion syndicale des policiers est particulièrement élevé (environ 70% des gardiens de la paix). Le taux de participation aux élections professionnelles est également sensiblement plus haut que pour les autres professions françaises avec près de 80% de participation à chaque scrutin.
La FASP perd toutefois progressivement de son influence et souffre de problèmes financiers importants. Dans le même temps, les syndicats membres se font concurrence en interne pour prendre le contrôle de la fédération. Ces difficultés aboutissent à l'implosion de la FASP au milieu des années 1990, avec l'exclusion du SGP puis la dissolution de la fédération. Les deux principaux syndicats de la FASP, le SNIP et le SNPT créent alors l'UNSA-Police.
La loi Perben de décembre 1996 pose une contrainte nouvelle aux syndicalistes policiers : ils doivent désormais démontrer a priori leur représentativité pour pouvoir se présenter aux élections professionnelles. Pour contourner cette obligation, les syndicats ont alors intérêt à s'affilier à une confédération.
Le SGP se rapproche alors de Force Ouvrière ; et Alliance, créée en 1995, s'affilie à la CFE-CGC.
En 2008, une nouvelle réforme des règles de représentativité vient à nouveau bouleverser les organisations syndicales policières : la CFE-CGC et l'UNSA entament des discussions en vue d'un éventuel rapprochement. Pour les policiers de l'UNSA-Police, cela signifierait un rapprochement avec Alliance, dont la ligne politique n'est pas compatible avec celle de leur organisation. Une part importante des responsables et militants de l'UNSA-Police choisit donc de se désaffilier de l'UNSA pour fonder Unité-Police. Dans le même temps, Unité-Police s'associe au SGP-FO et ces deux organisations fusionnent en 2013 dans Unité-SGP-Police - FO.
À compter de 2010, le paysage syndical policier se stabilise donc autour de deux pôles principaux : Alliance Police Nationale (affiliée à la CFE-CGC) et Unité-SGP-Police - FO. L'UNSA-Police représente la 3e force syndicale.
Le Syndicat La Police en Avant !  est créé en juillet 2019 par Axel Ronde,.
Sud Intérieur se distingue[réf. souhaitée] du syndicalisme catégoriel en représentant et défendant les personnels actifs et administratifs du ministère de l'intérieur indifféremment des corps et grades, ainsi que les fonctionnaires et magistrats des juridictions administratives. SUD intérieur a créé une section dans la gendarmerie.[réf. souhaitée]
Il y a aussi la Fédération Professionnelle Indépendante de la Police (FPIP) syndicat indépendant et non confédéré et la Fédération générale des syndicats de la Police nationale CGT qui ,après le congrès de juin 2017, a modifié ses statuts pour devenir VIGI Ministère de l'Intérieur.
Dans le corps des officiers, le SCSI (CFDT) et Synergie-Officiers (CGC) se partagent les votes[réf. souhaitée] lors des élections avec un avantage historique au premier. Enfin, dans le corps des commissaires une organisation traditionnellement hégémonique, le SCPN (UNSA), se heurte à une concurrence d'apparition récente[réf. souhaitée], le SICP (CGC).
En 2014, le droit de créer des associations professionnelles a été reconnu aux gendarmes qui sont des militaires par la Cour européenne des droits de l'homme (Affaire Matelly c. France). Le législateur n'a pas entendu étendre ce droit à la création de syndicat. 

## Fonctionnement du syndicalisme policier
Les syndicats jouent un rôle important[réf. nécessaire] dans l'organisation et le fonctionnement de la Police Nationale, où l'on parle[Qui ?] parfois de « cogestion ». Leur influence est notamment considérable[réf. nécessaire] dans les commissions paritaires qui statuent sur la carrière des policiers, et à tous les échelons de la vie administrative ce qui s'explique, pour une part, avec 49 % des policiers syndicalisés.
Aux divisions « classiques » (syndicales, idéologiques et politiques) s'ajoutent des divisions selon les trois niveaux hiérarchiques des gardiens, des officiers et des commissaires, selon l'appartenance à la police « en civil » ou à la police « en tenue » (jusqu'en 1995), selon l'affectation à Paris ou en province, et parfois selon les types de services. Ces divisions sont à l'origine d'une histoire chaotique et instable et par des tentatives de regroupement à l'existence plus ou moins éphémère.
Par exemple, l'UNSA Police a vu une grande partie de ces effectifs rejoindre l'Unité SGP Police-Force Ouvrière à l'occasion des élections de 2010 mais connait depuis le retour régulier de plusieurs déçus de ce rapprochement[réf. souhaitée]. Les derniers changements traduisent la lutte d'influence[réf. souhaitée] entre syndicats sur fond de changement de répartition des sièges (non plus en fonction des résultats par corps mais en fonction du résultat global) qui favorise encore davantage les regroupements syndicaux. En 2013 et 2014, on note par exemple le changement d'affiliation du SCSI (ex-SNOP) affilié désormais à la CFDT, celle du SICP à la CFE/CGC et la création de la FASMI-UNSA.

## Élections professionnelles
Les dernières élections professionnelles ont eu lieu en décembre 2022.
Les prochaines sont prévues au terme de la durée des mandats qui est fixée à 4 ans, soit en décembre 2026.